# ウォリス・フツナの島の一覧
ウォリス・フツナの島の一覧を示す。

## 一覧 (面積順)
ウォリス・フツナにある面積0.05km2以上の島。
| 順位 | 島名             | 面積(km2) | 緯度経度                                                            |
| ---- | ---------------- | --------- | ------------------------------------------------------------------- |
| 1    | ウベア島         | 75.8      | 南緯13度16分00秒 西経176度12分00秒 / 南緯13.26667度 西経176.20000度 |
| 2    | フツナ島         | 46.3      | 南緯14度17分00秒 西経178度09分00秒 / 南緯14.28333度 西経178.15000度 |
| 3    | アロフィ島       | 17.8      | 南緯14度21分00秒 西経178度02分00秒 / 南緯14.35000度 西経178.03333度 |
| 4    | ニュカタ         | 0.74      | 南緯13度22分29秒 西経176度13分00秒 / 南緯13.37472度 西経176.21667度 |
| 5    | フォア           | 0.68      | 南緯13度22分41秒 西経176度10分12秒 / 南緯13.37806度 西経176.17000度 |
| 6    | ニュクロア       | 0.35      | 南緯13度11分27秒 西経176度11分39秒 / 南緯13.19083度 西経176.19417度 |
| 7    | フュガルイ       | 0.18      | 南緯13度16分50秒 西経176度08分47秒 / 南緯13.28056度 西経176.14639度 |
| 8    | リュアニヴァ     | 0.18      | 南緯13度16分20秒 西経176度08分52秒 / 南緯13.27222度 西経176.14778度 |
| 9    | ニュクトータ     | 0.1       | 南緯13度12分17秒 西経176度10分41秒 / 南緯13.20472度 西経176.17806度 |
| 10   | ニュキュイファラ | 0.067     | 南緯13度17分19秒 西経176度07分36秒 / 南緯13.28861度 西経176.12667度 |
| 11   | ニュクタプ       | 0.05      | 南緯13度13分10秒 西経176度10分08秒 / 南緯13.21944度 西経176.16889度 |

## その他
- ニュクフォトゥ（フランス語版）（Nukufotu）
- フニュア・フォウー（フランス語版）（Fenuafo'ou）
- イロ・サン・クリストフ（ドイツ語版）（Ilot St. Christophe）
- ニュキャオーヌ（英語版）（Nukuhione）
- テッカヴィキ（フランス語版）（Tekaviki）
- Nukula'ela'e
- Nukufufulanoa
- Nukuafo
- Nukufetau
- Île Uluiutu
- Nukumotu